# Гермоген Максимов
Гермоген, световно име Георгиј Иванович Максимов (рус. Георгий Иванович Максимов; станица Ногавскаја код Новочеркаска, 10. јануар 1861 — Загреб, 30. јун 1945) је био руски свештеник, члан синода Руске православне заграничне цркве (1924—1942) и поглавар канонски непризнате Хрватске православне цркве (1942—1945) под НДХ.
Због веза са властима НДХ и Хрватском православном црквом осуђен је од стране суда Руске православне цркве, а због кршење права Српске патријаршије, протеран је из Сабора Руске заграничне цркве уз забрану богослужења.
Године 1945, осуђен је и погубљен од стране новоформираних партизанских власти у Загребу.